# 马祖欧
马祖欧（法語：Mazouau，法語發音：[mazwo]）是法国上比利牛斯省的一个市镇，属于巴涅尔德比戈尔区。

## 地理
马祖欧（43°2'0"N, 0°23'58"E）面积1.4 平方千米，位于法国奧克西塔尼大區上比利牛斯省，该省份为法国西南部内陆省份，北至热尔省，西接大西洋比利牛斯省，南与西班牙接壤，东临上加龙省。
与马祖欧接壤的市镇（或旧市镇、城区）包括：圣阿罗芒、巴聚内斯特、加扎沃、埃什。

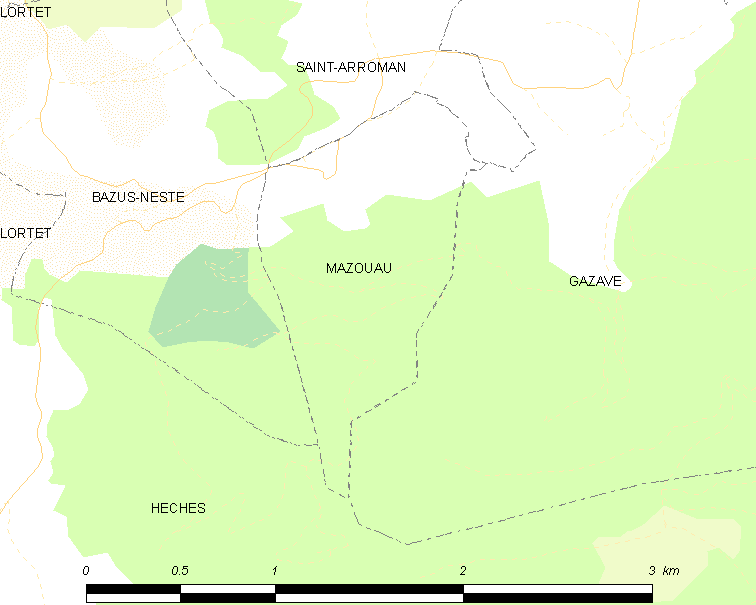
马祖欧的OSM定位图

马祖欧的时区为UTC+01:00、UTC+02:00（夏令时）。

## 行政
马祖欧的邮政编码为65250，INSEE市镇编码为65309。

## 政治
马祖欧所属的省级选区为内斯特-欧尔-卢龙县。

## 人口

1962-2008年间马祖欧人口变化图示

马祖欧于2022年1月1日时的人口数量为14人。